# Ausztrál antarktiszi terület
Az Ausztrál antarktiszi terület (angolul Australian Antarctic Territory (AAT)) a Déli-sarkvidék (Antarktisz), Ausztrália által birtokolt/igényelt területe. Mint az egész földrész, ez a terület is lakatlan, csupán a kutatóállomások személyzete látogatja a 6 119 818 km² területet. Éghajlata szélsőségesen hideg, télen ezért csak 75 fő állomásozik itt, nyáron a létszám 210 főre emelkedik. 1933 óta ausztrál terület.
Az Antarktisz területének a déli szélesség 60°-tól délre eső, a keleti hosszúság 45° és 160° közötti részét 1933-ban helyezték ausztrál fennhatóság alá a korábbi brit uralom alól. Az Adélie-föld, amely a franciák által igényelt terület (keleti hosszúság 136° és 142° között), nem tartozik az ausztrál antarktiszi területhez.
Az 1961-es Antarktisz-egyezmény értelmében az egész Déli-sarkvidékre vonatkozó, sok esetben egymást átfedő területi igényeket a résztvevő államok kölcsönösen felfüggesztették.